# Müllheim (Thurgovie)
Pour les articles homonymes, voir Müllheim.
Müllheim est une commune suisse du canton de Thurgovie, située dans le district de Frauenfeld.

Photo aérienne (1968).